# Муса
Му́са (араб. مُوسَى‎) — один из величайших исламских пророков и посланников, собеседник Аллаха. Потомок пророка Якуба (Иаков) и брат пророка Харуна (Аарон). Отождествляется с библейским пророком Моисеем.

## Место захоронения Мусы
Точное место, где похоронен пророк Муса, неизвестно, но предание гласит, что Салахуддину Айюби однажды приснился сон, в котором ему показали это место. Салахуддин построил мечеть на этом месте, которая была расширена султаном Бейбарсом в 1269 году н.э. Макам расположен в 11 км к югу от Иерихона и в 20 км к востоку от Иерусалима.

## История Мусы
О рождении и жизни Мусы рассказывается во многих сурах Корана, в частности, в 28-й. Муса в детстве жил в семье фараона, который был неверующим и не являлся его настоящим отцом. Несмотря на то, что Муса жил среди египтян, в душе он знал, путь которому следует его приемный отец - Фараон, является неверным. Он вырос под присмотром Асии (жены Фараона, в последующем поддержавшей Мусу, и уверовавшей в единобожие). Страдания и лишения народа не оставляли его равнодушным. Он видел через какие притеснения проходят люди. Однажды он увидел, как один из кебитянинов (египтян) дерется с евреем. Пытаясь помочь несчастному (он попросил Мусу о помощи), Муса случайно убивает кебитянина. На тот момент окружение Фараона плело интриги против Мусы. И из-за этого Фараон отдал приказ казнить приемного сына, но его предупредили. Чтобы избежать мести, он ушел от Фараона к пророку Шуайбу, который в это время владел Мадьяном. Спустя время Муса возвращается в Египет (по дороге в Египет произошло ниспослание пророчества Моисею на горе Тур/Тува) и призывает народ к Единобожию, позже он ведет уверовавший народ в Израиль.
Муса является пророком евреев, упоминается в священном Коране 136 раз. Моисей - третий пророк Господа Миров, которому была ниспослана Божественная книга евреев Таурат (Тора) и Заповеди Бога. Муса приходился потомком пророкам Ибрахиму и Якубу: он родился спустя пять веков после пророка Ибрахима. Муса прожил сто двадцать лет.

## Здоровье
В суре «Ан-Намль» присутствует описание чуда, которое Аллах даровал Мусе (Моисею) как одно из девяти знамений для Фараона и его народа. 

Сунь свою руку за пазуху, и на ней не будет следов проказы или других пятен. Напротив, она будет белой, а её свет будет приводить в восторг смотрящих на неё. Эти чудеса станут одними из девяти знамений для Фараона и его народа.— Сура 27 «Ан-Намль» (Муравьи), аят 12, тафсир от Абд ар-Рахман бин Насир Ас-Саади
. Аналогичные упоминания о наличии проказы у Моисея присутствуют и в Библии.